# Ophélie-Cyrielle Étienne
Ophélie-Cyrielle Étienne est une nageuse française, née le 9 septembre 1990 à Wissembourg (Bas-Rhin). Licenciée aux Dauphins du TOEC, elle est une spécialiste des épreuves de nage libre (100, 200, 400 et 800 mètres).

## Biographie
Ophélie-Cyrielle Étienne a obtenu le titre de championne du monde juniors du 200 m nage libre en 2006, ainsi que celui du relais 4 × 200 m nage libre. En 2008, elle devient vice-championne de France, toujours sur 200 m nage libre.
Sélectionnée pour les Jeux olympiques d'été de 2008 à Pékin, sa première grande compétition internationale, elle se qualifie pour la finale du 4 × 100 m nage libre, où elle termine 6e, et pour la finale du 200 m, où elle se classe 7e.
Lors des Championnats d'Europe à Budapest en 2010, elle devient vice-championne d'Europe du 400 et du 800 m nage libre et obtient une autre médaille d'argent lors du 4 × 200 m nage libre (avec Coralie Balmy, Margaux Farrell et Camille Muffat).
Puis, lors des Jeux olympiques de Londres en 2012, elle obtient aux côtés de Camille Muffat, Coralie Balmy et Charlotte Bonnet la troisième place au cours du 4 × 200 m nage libre.
Après les Jeux olympiques de Londres, elle décide de mettre fin à sa carrière sportive une première fois. Elle déménage alors pour poursuivre ses études. Toujours licenciée à Lille, elle essaie de retourner dans les bassins à Canet-en-Roussillon, avec Éric Rebourg, mais quitte un groupe trop jeune. En 2014, elle part pour Montpellier et retrouve l'équipe de France de natation. En 2015, nouveau déménagement, elle part pour vivre et s'entraîner à Marseille avec l'entraîneur Mathieu Burban. 
En 2016, lors des championnats de France, entre fin mars et début avril, Ophélie-Cyrielle Étienne termine par deux fois vice-championne de France derrière Coralie Balmy en 400 mètres et 800 mètres nage libre, mais rate les minima olympiques,. En juin de la même année, elle met fin à sa carrière sportive pour reprendre ses études et entrer à Sciences Po.

## Ses sélections
- Jeux olympiques : Pékin 2008 - Londres 2012
- Championnats d'Europe de natation : Budapest 2010 - Debrecen 2012
- Championnats du monde : Rome 2009 - Shanghai 2011

## Palmarès

### Jeux olympiques d'été
| Édition      | Épreuve                      | Épreuve              | Épreuve                   |
| Édition      | 200 m nage libre             | 4 × 100 m nage libre | 4 × 200 m nage libre      |
| Pékin 2008   | 7e 1 min 57 s 83             | 5e 3 min 37 s 68     | 6e 7 min 50 s 66          |
| Londres 2012 | 18e des séries 1 min 59 s 15 | -                    | Bronze 7 min 47 s 49 (RF) |

### Championnats du monde

#### En grand bassin
| Édition       | Épreuve          | Épreuve          | Épreuve              | Épreuve              |
| Édition       | 400 m nage libre | 800 m nage libre | 4 × 100 m nage libre | 4 × 200 m nage libre |
| Rome 2009     | 7e 4 min 4 s 54  | 7e 8 min 26 s 35 | 10e des séries       | 7e 7 min 48 s 44     |
| Shanghai 2011 | -                | -                | -                    | 4e 7 min 52 s 22     |

#### En petit bassin
- Championnats du monde 2010 à Dubaï (Émirats arabes unis)
  -  Médaille de bronze du relais 4 × 200 m nage libre (7 min 38 s 33)

### Championnats d'Europe

#### En grand bassin
- Budapest 2010
  -  Médaille d'argent du 800 m nage libre en
  -  Médaille d'argent du 400 m nage libre
  -  Médaille d'argent du relais 4 × 200 m nage libre (avec Coralie Balmy, Margaux Farrell et Camille Muffat)
  - 7e du relais 4 × 100 m nage libre (Camille Muffat, Aurore Mongel, Ophélie-Cyrielle Etienne, Coralie Balmy)

- Debrecen 2012
  -  Médaille de bronze du 200 m nage libre
  -  Médaille de bronze du 400 m nage libre

### Championnats du monde de natation juniors
- Championnats du monde de natation juniors 2006
  -  médaille d'or de l'épreuve du 200 m nage libre
  -  médaille d'or du relais 4 × 200 m nage libre
  -  médaille d'or du relais 4 × 100 m nage libre

### Championnats de France de natation
| Année / Discipline   | Dunkerque 2008   | Montpellier 2009 | Saint-Raphaël 2010 | Strasbourg 2011 | Dunkerque 2012       | Rennes 2013 | Chartres 2014 | Limoges 2015  | Montpellier 2016 |
| -------------------- | ---------------- | ---------------- | ------------------ | --------------- | -------------------- | ----------- | ------------- | ------------- | ---------------- |
| 100 m nage libre     | —                | —                | 55 s 98            | finale B        | —                    | —           | —             | —             | —                |
| 200 m nage libre     | 1 min 58 s 18    | 1 min 58 s 44    | —                  | 1 min 58 s 94   | 1 min 59 s 15 (4ème) | —           | —             | —             | —                |
| 400 m nage libre     | 4 min 07 s 58    | 4 min 07 s 68    | 4 min 9 s 09       | 4 min 11 s 93   | 4 min 09 s 61        | —           | 4 min 15 s 60 | 4 min 12 s 96 | 4 min 11 s 94    |
| 800 m nage libre     | —                | 8 min 27 s 93    | 8 min 33 s 91      | 8 min 41 s 20   | —                    | —           | —             | —             | 8 min 43 s 76    |
| 4 × 100 m nage libre | —                | —                | 3 min 45 s 46      | —               | —                    | —           | —             | —             | —                |
| 4 × 200 m nage libre | 8 min 00 s 05 RF | 8 min 14 s 07    | —                  | —               | —                    | —           | —             | —             | —                |
| 4 × 100 m 4 nages    | 4 min 12 s 27    | —                | 4 min 18 s 08      | —               | —                    | —           | —             | —             | —                |

## Distinction
- Chevalier de l'ordre national du Mérite en 2013[7]